# Román pro muže
Román pro muže je český film Tomáše Bařiny z roku 2010. Jde o zfilmovaný literární bestseller českého spisovatele Michala Viewegha. 

## Obsah
Film vypráví příběh tří sourozenců – státního zástupce Cyrila (Miroslav Donutil), Bruna (Miroslav Vladyka) a reportérky Anety (Vanda Hybnerová), z důvodu předčasné smrti rodičů mají silnější pouto, než bývá zvykem. Tři sourozenci – tři rozdílné povahy. Odjíždějí na tradiční výlet (platí ho Cyril) na Slovensko do Vysokých Tater, vzhledem k nevyléčitelné nemoci Bruna do nejlepšího hotelu spolu s prostitutkou jménem Tali (Táňa Pauhofová). Ta má Brunovi splnit všechna jeho poslední přání.
Bruno i Aneta jsou však v rolích outsiderů a nedokáží odporovat dominanci Cyrila, který určuje, co, kdy a jak se bude dít. Bruno má vzhledem k neodvratnému konci své existence jiné priority nežli si představuje Cyril, který mu vnucuje sex s Tali. Tali je přítelkyně pasáka Reného, který ji Cyrilovi na akci do Tater pronajal. Cyril dává na každém kroku najevo svou aroganci a nadřazenost. Když se jeho bratr Bruno k ničemu nemá, ujme se sám iniciativy a vyspí se s Tali. Přizná to i Renému, který mu slíbí pomstu. René se rozhodne Cyrila zabít, je však zadržen i se společníkem Šimim slovenskou policií. 
V epilogu Bruno umírá a Cyril organizuje trachtu (posmrtnou hostinu na počest zemřelého). Sestra Aneta se dokáže vzepřít a odmítne účast. Cyril poprvé pocítí lítost. V jeho automobilu značky BMW na něj čeká těhotná partnerka Tali, která má ráda pěkné věci…

## Obsazení
| Miroslav Donutil | Cyril           |
| Miroslav Vladyka | Bruno           |
| Vanda Hybnerová  | Aneta           |
| Táňa Pauhofová   | Tali            |
| Jan Budař        | René            |
| Filip Čapka      | Šimi            |
| Pavel Řezníček   | Alan            |
| Ági Gubik        | recepční        |
| Igor Chmela      | státní zástupce |
| Pavel Šimčík     | kuchař          |
| Lukáš Langmajer  | číšník          |
| Pavlína Jurková  |                 |
| Jana Štěpánová   |                 |
| David Šír        |                 |

## Recenze
- František Fuka, FFFilm , 18. září 2010  Dostupné online.